# Alarobia Bemaha
Alarobia Bemaha è una città e comune del Madagascar situata nel distretto di Betafo, regione di Vakinankaratra. 
La popolazione del comune rilevata nel censimento 2001 era pari a 15 077 unità.